# Piotr Midloch
Piotr Midloch (ur. 26 września 1975 w Gorzowie Wielkopolskim) – polski kajakarz, kanadyjkarz, medalista mistrzostw świata, mistrz Polski, brat-bliźniak Pawła Midlocha.

## Kariera sportowa
Był zawodnikiem Admiry Gorzów Wielkopolski. Jego największym sukcesem w karierze był brązowy medal mistrzostw świata w 1997 w konkurencji C-4 1000 m (z Danielem Jędraszko, Pawłem Baraszkiewiczem i Pawłem Midlochem oraz brązowy medal mistrzostw Europy w 1997 w tej samej konkurencji i składzie. Ponadto startował jeszcze na mistrzostwach świata w 1995 (9 m. w konkurencji C-4 1000 m), 1997 (7 m. w konkurencji C-4 500 m), 1998 (7 m. w konkurencji C-2 1000 m), 1999 (9 m. w konkurencji C-4 200 m, 5 m. w konkurencji C-4 500 m, 7 m. w konkurencji C-4 1000 m) oraz mistrzostwach Europy w 1997 (8 m. w konkurencji C-1 1000 m) i 1999 (8 m. w konkurencji C-2 1000 m, 4 m. w konkurencji C-4 1000 m).
Dziewięciokrotnie zdobył mistrzostwo Polski (we wszystkich startach razem z Pawłem Midlochem):
- C-2 200 m: 1996, 1997, 1998
- C-4 200 m: 1999
- C-2 500 m: 1996, 1997
- C-4 500 m: 1999
- C-2 1000 m: 1996, 1997